# 강화도 해병대 총기 난사 사건
강화도 해병대 총기 난사 사건(江華島海兵隊銃器亂射事件)은 2011년 7월 4일, 오전 11시 50분경, 인천광역시 강화군에 위치한 해병대 2사단 해안 소초에서 해병대 2사단 소속 김민찬 상병(당시 19세)이 K2 소총을 탈취해 동료 해병들을 향해 사격하여 여러 명을 사망 및 부상케 한 사건이다. 범인 김민찬 해병은 범행 후 생활관 옆의 창고 근처에서 수류탄으로 자폭하여 자살을 기도했으나 파편상을 입고 쓰러진 후 치료를 받아 목숨을 건졌다.

## 관련자
- 범인: 김민찬 상병(19)
- 공모자: 정준혁 이병(20)

- 사망자: 이승훈 하사(25), 이승렬 상병(20)[1], 박치현 상병(21), 권승혁 일병(20)[2][3]
- 부상자: 권혁 이병(19)

## 사건 개요
이 사건으로 해병대원 4명이 사망하고 김 상병을 포함한 2명이 부상했다. 또한 7월 6일 새벽에 군당국은 사건에 대한 범행 공모 혐의로 같은 부대 소속 정준혁 이병(당시 20세)을 긴급체포했다. 사건의 주범 김민찬 상병은 해병대 사병들 사이에서 후임병에게도 무시와 괴롭힘을 당하는 따돌림 문화의 일종인 '기수열외'를 당한 것에 대한 앙심을 품고 범행을 결심했다고 진술했다. 김상병은 사고 조사단과의 문답에서 "너무 괴롭다. 죽고 싶다. 더 이상 구타, 왕따, 기수 열외는 없어야 한다"고 발언했다.
하지만 이는 단순히 가해자의 초기 발언만을 토대로 알려진 것으로, 후에 기수열외를 당한 적이 없다고 번복했고, 훈련소에서 실시한 인성 검사에서 7가지나 되는 정신과적 문제가 제기되었는데도 귀가시키지 않은 점,사고 전날에 소주를 밀반입하였고 사건 당일 이를 복용하여 취한 상태였던 점 등을 고려해 볼 때, 초기 언론에서 부각시켰듯이 단순한 '기수열외' 문제만은 아니고, 여러 가지 복합적인 문제가 얽혀서 일어난 사건으로 볼 수 있다.
한편, 범행에 가담하였던 정 이병은 평소 선임병들로부터 가혹행위를 당하여 분노가 내재되어 있는 상황에서 주범 김 상병과 공모했던 것으로 밝혀졌다. 사망자 4명의 시신은 국립대전현충원에 안장됐다.

## 사건으로 드러난 문제점들
범행이 일어난 제2 생활관에서 입구쪽에 있던 침대부터 두 명의 해병을 차례로 쏜 김민찬이 그 다음으로 권혁 이병의 침대쪽으로 몸을 돌리려는 순간 권혁 이병이 덮쳐서 총부리를 잡고 아래로 꺾은 뒤 총을 뺏으려고 몇 분간이나 치열한 몸싸움을 하고 있을 때, 그 방 안쪽에 있던 나머지 선임 해병들은 벌벌 떨고만 있고 전혀 도와주지 않아서 권혁 이병은 결국 총을 뺏는데 실패하고 범인을 방 밖으로 밀어내고 문을 닫는데 그치고 만다.
그리고 총을 뺏으려는 몸싸움 와중에 총이 아랫쪽으로 발사되어 하반신 총상을 당하여 피를 흘리고 있던 권 이병이 김민찬을 방 밖으로 밀어내고 문을 닫은 뒤에 쓰러져서 주변에 있던 해병대 선임들에게 지혈을 부탁했으나 선임들은 지혈법을 모른다며 아무도 도와주지 않아서 정신이 혼미해진 상태에서도 어쩔 수 없이 스스로 옷을 찢어 자신이 직접 지혈을 시도할 수밖에 없었다.
한편 다른 생활관에서 쉬고 있다가 총소리를 들은 해병대원들이 비상 상황 발생시의 매뉴얼에 따른 대응은커녕, 부대를 이탈하여 초소 주변 해안도로로 도망치는 모습이 부대주변 주민들에 의해 목격되기도 하였다.
이 사건의 원인을 위한 수사와 취재가 진행되면서 기수열외와 성추행, 후임갈취, 폭력, 허술한 총기 및 탄약 관리, 영내 음주, 군무이탈 등을 비롯한 해병대의 각종 고질적인 내부 부조리와 군기강 해이 문제가 수사당국의 발표와 언론을 통해 드러나서 대대적으로 이슈화되었다. 국방부 자체 감사에서 해병대에서 2년간 943명이 구타로 치료받은 것으로 밝혀지기도 했다. 이에 덧붙여, 결함이 있는 지원병의 입영문제도 제기되었다. 또한 해병대의 허술한 총기, 탄약 관리도 비판의 대상으로 거론되었다.
사망자 중 박 상병은 사고 발생 직후 생존해 있었으나, 인근 병원에서의 응급조치후 국군수도병원으로의 이송 도중 사망한 것으로 알려졌다. 이 때문에 빠른 시간안에 응급수술이 이루어졌더라면 생존할 수 있었다는 주장과 함께 군의 응급환자이송체계에 대한 비판도 제기되었다. 또한 군인이 경계 근무 도중 편의점에서 술을 구입하여 밀반입했고 아무도 이를 알지 못했다는 점 역시 비판을 피할 수 없었다.

## 사후대책
해병대 당국은 이 사건의 영향으로 '병영문화혁신 100일 작전'을 수립, 이행한다고 밝혔다.
그리고 가혹행위에 가담한 해병에 대해서는 빨간 명찰을 떼어내고 다른 부대로 전출시키는 방안을 추진 중이라고 전했다.
2011년 7월 7일, 국방부는 7일 국회 국방위 긴급회의에 제출한 현안보고서를 통해 "경쟁률이 높은 해병지원병에 대한 인성검사가 소홀했다는 점에서 검사체계를 보완하겠다"면서 "병무청 신검과 입영 신검 과정에서 인성검사 결과를 정밀 분석해 인성 결함자는 입영시키지 않을 방침"이라고 밝혔다.
2012년 1월 13일, 해병대사령부 보통군사법원은 상관살해 등의 혐의로 구속기소된 주범 김민찬에게 사형, 정준혁에게 징역 20년을 선고했다. 이들은 선고 직후 항소했는데 군사법원법 제406조에 따르면 피고인이 사형, 무기징역 또는 무기금고가 선고된 판결에 대하여 상소의 포기를 할 수 없으나 이는 '정해진 기일 내에 상소 포기가 불가능 할 뿐' 자동적으로 상소가 이루어지는 것은 아니다.
2012년 7월 10일 국방부 고등군사법원은 상관살해 등의 혐의로 구속기소된 주범 김민찬에 대해 제1심에서 선고한 원심(사형)을 유지하고 항소를 기각했으나, 정준혁에 대하여는 원심을 파기하고 징역 10년으로 감형했다. 2심 판결은 2013년 1월 24일 대법원에 의해 확정되었다.

## 같이 보기
- 연천 군부대 총기 난사 사건
- 양주 군부대 총기 난사 사건
- 강원도 고성 군부대 총기 난사 사건
- 우범곤 순경 총기 난사 사건
- 보호 관심 병사
- 기수 열외
- 집단 따돌림
- 해병대